# Миттерзилль
Миттерзилль, Миттерзиль (нем. Mittersill) — город («ярмарочная коммуна», нем. Marktgemeinde) в Австрии, в федеральной земле Зальцбург.
Входит в состав округа Целль-ам-Зе. Население составляет 5464 человека (на 31 декабря 2005 года). Занимает площадь 132,03 км². Официальный код — 50 613.

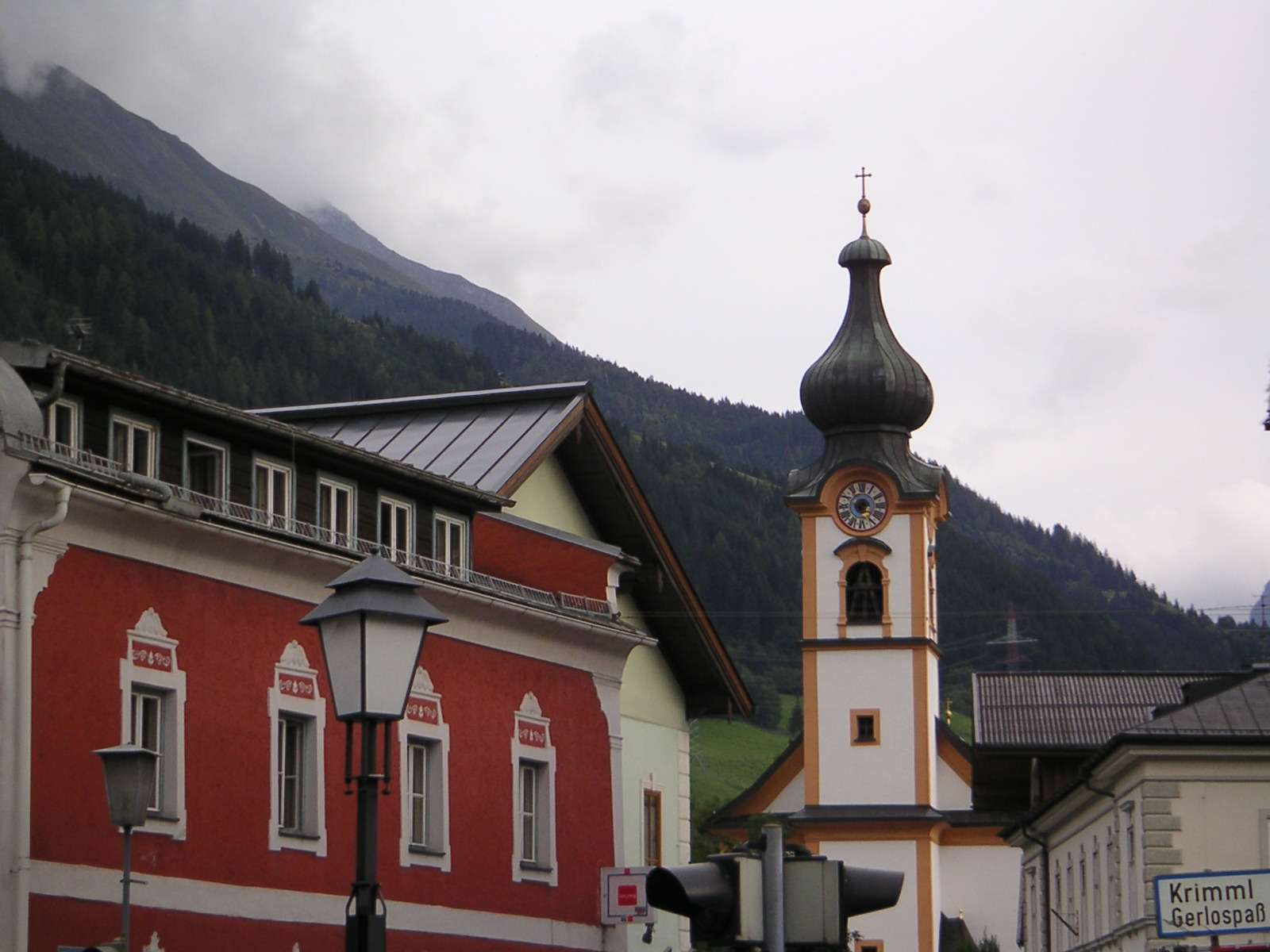
Миттерзилль

## Политическая ситуация
Бургомистр коммуны — Вольфганг Фиртлер (б/п) по результатам выборов 2004 года.
Совет представителей коммуны (нем. Gemeinderat) состоит из 25 мест.
- СДПА занимает 11 мест.
- АНП занимает 8 мест.
- АПС занимает 5 мест.
- местный список: 1 место.

Город в 1945 году был занят американскими войсками. 15 сентября по трагической случайности  солдатом американской армии был застрелен композитор Антон Веберн.